# نصیرآباد (زنجان)
نصیرآباد روستایی از توابع بخش زنجانرود شهرستان زنجان در استان زنجان ایران است.

## جمعیت
این روستا در دهستان غنی‌بیگلو قرار دارد و براساس سرشماری مرکز آمار ایران در سال ۱۳۸۵، جمعیت آن ۶۹۸ نفر (۱۶۴خانوار) بوده‌است.
- «نتایج سرشماری عمومی نفوس و مسکن ۱۳۸۵». درگاه ملی آمار ایران. بایگانی‌شده از اصلی در ۱ ژانویه ۲۰۱۳. دریافت‌شده در ۱ ژانویه ۲۰۱۳.و علیرضا بابای (قم)